# میرزا ترسون‌زاده (حصار)
میرزا ترسون‌زاده (به خط تاجیکی: ҷамоати деҳоти Мирзо Турсунзода) جماعت دهاتی در کشور تاجیکستان است که در ناحیهٔ حصار، منطقهٔ «ناحیه‌های تابع جمهوری» قرار دارد. جمعیت این جماعت ۲۵٬۲۶۲ است.
نام سابق این جماعت دهات، قرم‌قل (به خط تاجیکی: ҷамоати деҳоти Қарамқул) بوده، که برای ارج نهادن به شخصیت میرزا ترسون‌زاده، از مهم‌ترین ادیبان و سیاسیون دهه‌های اولیهٔ پس از تاسیس تاجیکستان، به نام امروزی تغییر کرد.

## لیست دهات تابعه
(جمعیت در سال ۲۰۲۲ میلادی)
- آهنگران (Оҳангарон)(۳۶۹)
- برکت (Баракат)[سابقا اوزی‌کنگ / Авзикенг](۳٬۹۱۲)
- چمن‌زار (Чаманзор)(۲٬۴۰۶)
- حکیمی (Ҳакимӣ)[سابقا اوزی‌کنگ بالا / Авзикенги Боло](۴۰۷)
- حلقه‌دشت (Ҳалқадашт)(۴۸۵)
- خیرآباد (Хайробод)(۴۳۱)
- ده‌بید (Даҳбед)[سابقا کومسومول / Комсомол](۴٬۱۱۷)
- روشن‌دلان (Равшандилон)[سابقا اکتیابر / Октябр](۳٬۱۵۸)
- سخاوت (Саховат)(۲٬۲۲۳)
- صداقت (Садоқат)[سابقا سوتسیالیزم / Сотсиализм](۳٬۱۵۶)
- کشاورز (Кишоварз)(۱٬۲۴۲)
- مهرآباد (Меҳробод)[سابقا قرم‌قل / Қарамқул](۱٬۹۶۷)
- نمونه (Намуна)(۱٬۳۹۲)